# The Academy Is...
The Academy Is... est un groupe américain de rock, originaire de Chicago, dans l'Illinois. Il est formé en 2003 et séparé en 2011.  Le groupe est à l'origine connu sous le nom de The Academy, mais ajoutera Is... en 2004 pour éviter des poursuites judiciaires avec un autre groupe homonyme. Le groupe se reforme brièvement en 2015.
The Academy Is... est un groupe du label Fueled by Ramen. Son premier album Almost Here comprend les single Checkmarks, Slow down et the phrase that pays qui ont donné lieu tous trois à des clips. Le leader de The Academy Is... William Beckett fait une apparition dans le clip du morceau de Cobra Starship Snakes on a Plane en compagnie de Maja de The Sounds, Gabe de Cobra Starship, et Travis McCoy de Gym Class Heroes tous trois leader et chanteurs de leurs groupes respectifs. Le clip apparaît à la fin du film Des serpents dans l'avion et William Beckett en chante également le refrain. On retient aussi sa participation au clip de Fall Out Boy A Little Less Sixteen Candles, A Little More Touch Me grimé en vampire dandy. Il reprendra ce personnage lors d'une courte apparition dans le clip This Ain't a Scene it's an Arm Race du même groupe.

## Historique

### Débuts (2003–2004)
William Beckett (chant) et Adam T. Siska's (basse) révèle avoir lancé le groupe le 4 mars 2003 en recrutant Mike Carden (guitare) après la séparation de son ancien groupe, June,, avant d'ajouter AJ LaTrace à la guitare solo, et Michael DelPrincipe (Little Mike) à la batterie. Ils enregistrent un premier EP, The Academy (2004), pour le label LLR Recordings. LLR Recordings a également publié le premier album du groupe Remember Maine de Beckett, The Last Place You Look en 2002 et de l'album folk solo de Mike Carden en 2003. L'EP est enregistré à Villa Park, en Illinois, à The Gallery of Carpet par le producteur Brian Zieske. Pete Wentz, de Fall Out Boy, sera impressionné en l'écoutant. Le label Fueled by Ramen signera immédiatement le groupe.

### Almost Here(2005–2006)
En 2004, le groupe part en Floride enregistrer son premier album pour Fueled by Ramen, Almost Here, produit par James Paul Wisner, qui collaborera avec Dashboard Confessional, Something Corporate, Further Seems Forever, et Underoath. Après l'enregistrement de l'album et après une tournée estivale, le groupe effectue des changements de formation. Thomas Conrad, ancien membre de 5o4plan, remplace LaTrace à la seconde guitare et aux chœurs et Andy Mrotek (ex-Last Place Champs), remplace DelPrincipe à la batterie, puis Hayden Cler (JigGsaw, the Junior Varsity) à la guitare. Ils tourneront avec Fall Out Boy, Something Corporate, Midtown, Matchbook Romance, Motion City Soundtrack et Armor for Sleep. L'album est publié le 8 février 2005 puis le groupe marque dans une autre tournée estivale avec Plain White T's, Days Away et June. Almost Here atteint la 7e place des Billboard Top Heatseekers, la 16e des Independent Albums, et la 185e place du Billboard 200. Le 26 octobre 2006, The Academy Is... annonce le départ de Thomas Conrad.

### Santi(2007)

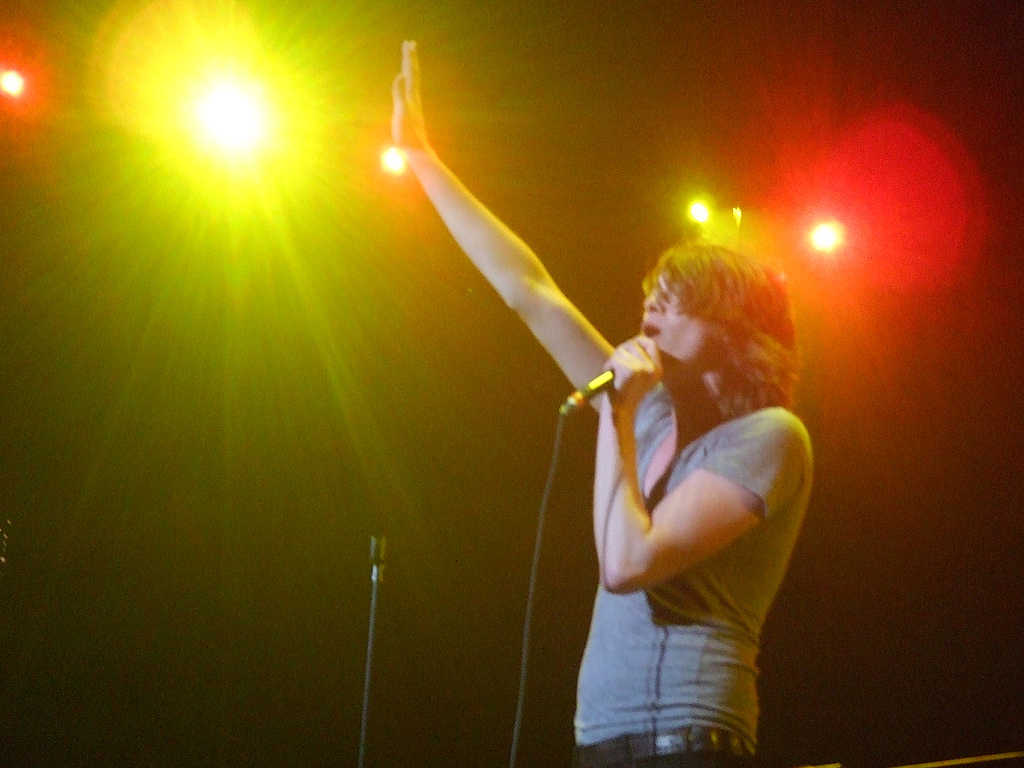
William Beckett au Honda Civic Tour en 2007.

En tournée au Warped Tour en 2006, le groupe commence l'écriture et l'enregistrement de son deuxième album. Une fois terminé, le groupe s'envole pour Los Angeles pour les enregistrements avec Butch Walker. Le 23 décembre 2006, le groupe finit officiellement son album, Santi, qui est publié le 3 avril 2007 au label Fueled By Ramen. La sortie de l'album est listée par le magazine Blender comme l'une des 25 raisons d'apprécier 2007. Le 26 janvier 2007, un échantillon de LAX to O'Hare est publié sur le profil AbsolutePunk du groupe. L'album atteint la32e place du Billboard 200.
Ils publient la chanson We've Got a Big Mess on Our Hands, premier single de l'album, avant la sortie de ce dernier. Fall Out Boy, +44, Cobra Starship, et Paul Wall se joignent au groupe pendant la tournée Honda Civic Tour. The Academys Is... se produit en France, pour la première fois, le 21 août 2007, avec les groupes du label Fueled By Ramen (tels que Fall Out Boy, Panic at the Disco, Cobra Starship et Gym Class Heroes) durant le Decaydance Show à L'Olympia (Paris).

### Fast Times at Barrington High(2008)
Le troisième album du groupe, Fast Times at Barrington High, est publié le 19 août 2008 chez Fueled by Ramen. Le titre s'inspire du nom du lycée de William Beckett, Hayden Cler, Adam Siska, et de Jack Edinger. Le premier single, About a Girl, est ajouté sur leur profil MySpace le 15 juillet 2008, puis mis en ligne sur d'autres site web.  Le 25 août 2008, About a Girl est joué dans The Hills (saison 4, épisode 2). L'album fait son entrée à la 46e place de la liste des 50 meilleurs albums de l'année du magazine Rolling Stone. Il atteint la  17e place du Billboard 200.

### Lost in Pacific Timeet séparation (2009–2011)
William Beckett annonce sur Twitter que The Academy Is... publiera un nouvel EP, Lost in Pacific Time: The AP/EP. Il est publié le 22 septembre 2009 sur iTunes, et vendu pendant leur tournée AP Fall Ball. La chanson I'm Yours Tonight est publiée sur Myspace. Une autre chanson, Days Like Masquerades est jouée à la Barrington High School, de Barrington, dans l'Illinois. Le 29 septembre 2009, Pete Wentz annonce sur Twitter que TAI replacera The All-American Rejects pour les dates à St. Louis de la tournée de Blink-182.
Le 24 mai 2011, le groupe annonce le départ d'Andy Mrotek et de Michael Guy Chislett. Finalement, The Academy Is... décide de se séparer la même année, ses membres ayant évolué au fil des années et souhaitant maintenant prendre des chemins différents. Adam T. Siska intègre le groupe Say Anything en tant que bassiste. William Beckett entamera une carrière solo avec le single Compromising Me et l'EP Walk the Talk (sorti en avril 2012).

### Retour (2015)
Le 12 septembre 2015, The Academy Is... se réunit pour jouer son premier album, Almost Here, au Riot Fest de Chicago. L'ancien guitariste Michael Guy Chislett est le seul membre original à se joindre à la réunion.

## Membres

### Derniers membres
- William Beckett – chant, piano, guitare acoustique (2003–2011, 2015)
- Mike Carden – guitare rythmique, chant (2003–2011, 2015)
- Adam T. Siska – basse, chant (2003–2011, 2015)
- Andy « The Butcher » Mrotek – batterie, percussions, chant (2005–2011, 2015)

### Anciens membres
- AJ LaTrace – guitare solo, chant (2003–2005)
- Michael DelPrincipe – batterie, percussions (2003–2005)
- Thomas Conrad – guitare solo, chant (2005–2006)
- Michael Guy Chislett – guitare solo, chant (2006–2011)

### Membre de tournée
- Ian Crawford – guitare solo, chant (2015)

## Discographie

### Albums studio
- 2005 : Almost Here
- 2007 : Santi
- 2008 : Fast Times at Barrington High